# Anaphalioides mariae
Anaphalioides mariae là một loài thực vật có hoa trong họ Cúc. Loài này được (F.Muell.) Glenny mô tả khoa học đầu tiên năm 1997.